# Strobilanthes claviculatus
Strobilanthes claviculatus är en akantusväxtart som beskrevs av C. B. Cl. och W. W. Smith. Strobilanthes claviculatus ingår i släktet Strobilanthes och familjen akantusväxter. Inga underarter finns listade i Catalogue of Life.